# San Jorge y la princesa
San Jorge y la princesa es una tabla antaño asignada a la primera etapa aragonesa de Jaume Huguet, atribución que ha sido posteriormente puesta en cuestión junto con la propia estancia en Zaragoza de Huguet por Rosa Alcoy, pasando a ser asignada a un maestro anónimo aragonés al que se ha dado el nombre convencional de Maestro de Alloza o Maestro de San Jorge y la princesa. La tabla perteneció a un conjunto de estructura desconocida del que también formaron parte dos tablas con los donantes acompañados por san Juan Bautista y san Luis de Tolosa, conservadas hasta 1945 en el Kaiser Friedrich Museum de Berlín. Actualmente se expone en el Museu Nacional d'Art de Catalunya.